# Alfred Greven
Alfred Greven (* 9. Oktober 1897 in Elberfeld; † 9. Februar 1973 in Köln) war ein deutscher Filmproduzent.

## Leben
Der Sohn des Kaufmanns Franz Joseph Greven und seiner Ehefrau Augusta Minna Emilie, geborene Freytag besuchte die Oberrealschule und das Reformgymnasium in Düsseldorf, Stuttgart und Leipzig. Nach Ausbruch des Ersten Weltkrieges meldete er sich im September 1914 freiwillig zur Infanterie. 1914 und 1915 wurde er schwer verwundet. Seit Juli 1917 flog er Einsätze für das Jagdgeschwader II. Leutnant Greven wurde mit dem Eisernen Kreuz II. und I. Klasse ausgezeichnet.
Seit 1920 arbeitete er für den Film im Verleih- und Vertriebswesen. So leitete er zwischen 1922 und 1924 die Leipziger Filiale der Film- und Lichtspiel AG und war Ende der 1920er Jahre als Geschäftsführer bei verschiedenen Berliner und anderen Kinos aktiv. Zum 1. Dezember 1931 trat er der NSDAP bei (Mitgliedsnummer 861.517).
Abgesehen von einer Produktionsassistenz bei dem Film Trenck 1932 begann Grevens Karriere als Filmproduzent erst nach der Machtergreifung der Nationalsozialisten 1933. Im März 1933 beteiligte er sich als Aktionär an der Gründung der Interton Internationale Schmaltonfilm AG. Von 1933 bis 1934 war er Leiter der Fachgruppe Produktionsleiter in der Reichsfachschaft Film, anschließend Vorsitzender des Fachausschusses Filmherstellung der Reichsfilmkammer. Als am 26. Juni 1937 in Berlin die Terra Filmkunst GmbH gegründet wurde, übernahm er die Position eines Produktionschefs. Gelegentlich produzierte er weiterhin selbst, darunter die Detektivfilm-Parodie Der Mann, der Sherlock Holmes war.
Am 1. März 1939 wurde er von Joseph Goebbels zum Produktionschef der UFA als Nachfolger von Ernst Hugo Correll bestellt. Am 1. Oktober 1940 ernannte ihn Goebbels zum Geschäftsführer der neu gegründeten, offiziell französischen Produktionsgesellschaft Continental Films S.A. Sein unmittelbarer Vorgesetzter war Max Winkler.
Greven erwarb für die Continental Films mehrere europäische Filmfirmen und wandelte sie in Tochtergesellschaften um. Seine Continental Films wurde zum beherrschenden französischen Filmunternehmen. Unter seiner Ägide entstanden verschiedene von der Kritik gelobte Produktionen, darunter der Thriller Der Rabe von Regisseur Henri-Georges Clouzot. Im Sommer 1944 setzte er sich aus Paris in Richtung Düsseldorf ab.
Nach dem Krieg sagte Greven im März 1949 als vereidigter Zeuge in Hamburg beim Prozess gegen Veit Harlan aus. Er erklärte, Alf Teichs habe die Idee zu dem Film Jud Süß entwickelt und zu dessen Realisierung gedrängt. Über seine Entnazifizierung ist nichts bekannt. Er betätigte sich im Nachkriegsdeutschland zunächst als Bankberater und beteiligte sich 1950 maßgeblich an der Gründung einer Filmfinanzierungsgesellschaft. Ende 1952 kandidierte er für den Posten eines Produktionschefs im Norddeutschen Filmkontor, doch es erhob sich wegen seiner Vergangenheit Kritik. Ende Mai 1953 scheiterte das Projekt nicht zuletzt wegen der ungelösten Besetzung einer Schlüsselposition.
Im Oktober 1953 gründete er in Düsseldorf die Alfred Greven Film GmbH, die 1958 ihren Sitz nach Köln verlegte. 1959 inszenierte er selbst einen Werbefilm für die NATO mit dem Titel Alarm im Mittelmeer. Danach war er bis kurz vor seinem Tod nur noch mit der Herstellung von Fernsehserien beschäftigt.

## Filmografie
- 1933: Ein Unsichtbarer geht durch die Stadt
- 1933: Schwarzwaldmädel
- 1934: Die Welt ohne Maske
- 1934: Abenteuer eines jungen Herrn in Polen
- 1934: Gern hab’ ich die Frau’n geküßt
- 1934: Der alte und der junge König
- 1935: Der grüne Domino
- 1936: Heißes Blut
- 1936: Stadt Anatol
- 1936: Ritt in die Freiheit
- 1937: Der Mann, der Sherlock Holmes war
- 1938: Spuk im Museum
- 1938: Kriminalfall Erich Lemke
- 1938: Kameraden auf See
- 1938: Eine Frau kommt in die Tropen
- 1938: Schwarzfahrt ins Glück
- 1938: Wochenendfriede
- 1938: Der Skarabäus
- 1938: Fracht von Baltimore
- 1938: Nanu, Sie kennen Korff noch nicht?
- 1938: Spiel im Sommerwind
- 1938: Lauter Lügen
- 1939: Ziel in den Wolken
- 1939: Fräulein
- 1939: Der Vorhang fällt
- 1939: Sensationsprozeß Casilla
- 1939: Heimatland
- 1939: 12 Minuten nach 12
- 1939: Das Lied der Wüste
- 1939: Männer müssen so sein
- 1939: Der Schritt vom Wege
- 1939/41: Kadetten
- 1941: Sie waren Sechs! (Le dernier des six)
- 1941: Der goldene Schmetterling (Le club des soupirants)
- 1941: Mord am Weihnachtsabend (L’Assassinat du Pere Noël)
- 1941: Einmal im Jahr (Caprices)
- 1941: Annette und die blonde Dame (Annette et la dame blonde)
- 1941: Symphonie der Liebe (La symphonie fantastique)
- 1941: Das unheimliche Haus (Les inconnus dans la maison)
- 1941: Ihr erstes Rendezvous (Premier rendezvous)
- 1941: Der Mörder wohnt Nr. 21 (L'Assassin habite au 21)
- 1942: Die falsche Geliebte (La fausse maîtresse)
- 1942: Liebe im Süden (Simplet)
- 1942: Die Teufelshand (La main du diable)
- 1943: Der Rabe (Le corbeau)
- 1943: La vie de plaisir
- 1943: Le val d'enfer
- 1943: Adrien
- 1943: La ferme aux loups
- 1944: Les caves du 'Majestic'
- 1955: Du darfst nicht länger schweigen
- 1956: Bonjour Kathrin
- 1957: Die Freundin meines Mannes
- 1959: Alarm im Mittelmeer (Dokumentarfilm, auch Regie)
- 1967: Till, der Junge von nebenan (Serie 13 Folgen)
- 1968: Alles dreht sich um Michael  (Serie 8 Folgen)
- 1970: Tommy Tulpe (Serie 13 Folgen)
- 1971: Doppelgänger (Serie 13 Folgen)
- 1972: Peter ist der Boss (Serie, 13 Folgen)
- 1972: Die Pulvermänner (Serie, 13 Folgen)